# I racconti di Terramare
I racconti di Terramare (ゲド戦記?, Gedo senki, lett. "Le cronache di guerra di Ged") è un film d'animazione del 2006 diretto da Gorō Miyazaki.
Prodotto dallo Studio Ghibli, il film è liberamente basato sui primi quattro romanzi del Ciclo di Earthsea (Il mago di Earthsea, Le tombe di Atuan, La spiaggia più lontana e L'isola del drago) della scrittrice statunitense Ursula K. Le Guin. È inoltre parzialmente ispirato al manga Il viaggio di Shuna del padre del regista, Hayao Miyazaki. È stato proiettato per la prima volta nelle sale giapponesi il 29 luglio del 2006 e in quelle italiane il 20 aprile 2007.

## Trama
In un immaginario regno del pianeta accadono continuamente disgrazie (epidemie, carestie, siccità, ecc.). Il re ha a cuore la sorte del suo popolo ma non trova una soluzione, teme che nel mondo stia accadendo qualcosa al di fuori della sua portata. Ad aumentare queste preoccupazioni arriva la testimonianza di alcuni marinai che dicono di aver visto due draghi in lotta. La cosa preoccupa notevolmente il re (da sempre la terra e il mare sono gli elementi degli uomini, e il fuoco e l'aria sono il regno dei draghi) perché un avvistamento di draghi fuori dal loro regno indica che qualcosa sta cambiando profondamente. Il re ha un figlio di nome Arren; questi soffre di gravi crisi che lo portano a un vero e proprio sdoppiamento di personalità (da buon principe diventa un violento guerriero sanguinario), e durante uno di questi sdoppiamenti pugnala suo padre il re e poi scappa, portandosi via la spada di suo padre che per magia non può essere sguainata se non dal re.
Arren vaga per le terre disabitate e cade vittima dell'attacco di un branco di lupi, la sua vita sembra già finita ma viene salvato dal mago Sparviere. Arren decide di seguire Sparviere e i due cominciano un lungo viaggio che porterà entrambi a rischiare più volte la vita. In una città, Arren salva una ragazza di nome Therru dai mercanti di schiavi solo che questa scappa trattandolo male; poco dopo Arren cade vittima degli stessi mercanti di schiavi, ma viene liberato da Sparviere.
Sparviere e Arren vanno a fare visita a Tenar, una amica di Sparviere che li accoglie e i due lavorano per un po' nella sua fattoria per nascondersi. Qui ritrovano Therru, anch'essa ospitata da Tenar, e Arren apprende che Sparviere non è un semplice mago ma in realtà è Ged l'Arcimago, vale a dire il capo di tutti i maghi, in continuo viaggio per il mondo degli uomini per cercare di capire il motivo per cui le energie del mondo si stanno affievolendo. Sparviere avverte qualcosa di particolare in Therru e rimane sorpreso quando la vede. La loro tranquillità è però minacciata da Aracne, un potente ex-mago della scuola di magia di Roke, conoscente di Sparviere e capo dei mercanti di schiavi del paese, che desidera scoprire il segreto della vita eterna ed è disposto a tutto per ottenerlo.
Intanto, mentre Sparviere se ne va promettendo il suo ritorno al tramonto, Arren decide di intraprendere nuovamente il cammino, ma da solo. Durante il percorso trova una figura di se stesso e inizia a scappare da questa; alla fine troverà Aracne che lo scorterà al suo castello e gli somministrerà una pozione che farà prevalere in lui il male e rivelare il suo "vero nome" Lebannen. Contemporaneamente gli scagnozzi di questa figura malvagia vanno alla fattoria di Tenar e la catturano per portarla come prigioniera al castello, mentre lasciano legata Therru, incaricandola di dire a Sparviere di presentarsi dinanzi ad Aracne per salvare la sua amica.
Therru riesce a liberarsi e va incontro a Sparviere, spiegandogli la situazione. Il mago decide di dirigersi al castello di Aracne, ma prima consegna la spada magica di Arren a Therru e le raccomanda di non seguirlo. Sparviere si presenta ad Aracne scoprendo infine l'obiettivo finale del mago: egli ha appreso la magia antica con cui ottenere la vita eterna, ma effettuando l'incantesimo si creerebbe un ponte tra il mondo terreno e quello degli spiriti, causando il caos totale sul pianeta. Entrando nel castello, Ged verrà costretto a combattere contro Arren, ma riuscirà ad annullare l'effetto della pozione bevuta dal ragazzo. Aracne allora decide di intrappolarlo insieme a Tenar, privandolo momentaneamente dei suoi poteri, grazie agli incantesimi che permeano il maniero.
Intanto Therru, ignorando le parole di Sparviere, si dirige al castello, guidata dallo spettro di Arren. Quest'ultimo spiega di essere la parte "positiva" scacciata dalla mente confusa del ragazzo, diventata di seguito un'ombra alla ricerca del suo corpo. Therru si infiltra nel castello e trova il vero Arren, caduto nell'oblio, e lo aiuta a tornare in pace con sé stesso, rivelandogli il suo vero nome, Tehanu, facendo sì che Arren si ricongiunga con la sua parte positiva.
I due poi si dirigono alla torre dove Aracne sta per uccidere Sparviere e Tenar. Una volta arrivati, Arren prima neutralizza i seguaci di Aracne, poi si scaglia contro il mago in persona estraendo con successo la spada magica dal fodero. Arren recide abilmente il braccio con cui Aracne impugna lo scettro oscuro. Immediatamente le catene che imprigionano Sparviere si spezzano e Aracne, che perde potere magico, invecchia rapidamente assumendo un aspetto cadaverico e di una sostanza nera informe. Dunque fugge verso un'altra torre, portando Therru con sé.
Arren lo insegue e, giunto in cima alla torre, gli spiega di essere in fondo uguale a lui (come ad ogni altro uomo). Il desiderio di Aracne per l'immortalità è solo un'illusione alimentata da una paura egoistica che lo acceca e non gli fa vedere la realtà delle cose: rifiutando la morte sta al contempo rinunciando alla vita. Aracne diventato ormai una grottesca creatura, in realtà teme di morire, convinto che non ci sia un aldilà e che finirà nel nulla scomparendo. Aracne reagisce facendo crollare il pavimento centrale che separa lui e Therru da Arren. Dunque strangola la ragazza e credendola esanime la lascia cadere in terra. Ma questa animata da una miracolosa forza magica rinviene, intima a Aracne (all'ombra) di ritornare alle tenebre e si trasforma in un drago e con un possente soffio di fuoco, lo brucia.
Therru e Arren si alzano in volo dalla torre che crolla, sotto gli occhi stupefatti dei suoi due amici. Fatto ritorno alla casa di Tenar, tutti e quattro si intrattengono a bere e mangiare prima di riprendere le proprie strade. Arren si fa coraggio e ritorna insieme a Sparviere nel suo regno. Alzando gli occhi al cielo si nota uno stormo di draghi volare nella terra degli uomini, segno che il mondo ha trovato una nuova armonia.

## Produzione
Il film è tratto liberamente dagli eventi narrati nel quarto e quinto episodio del ciclo fantasy di Earthsea, scritto dall'autrice californiana Ursula K. Le Guin. Hayao Miyazaki aveva chiesto all'autrice il permesso di produrre un adattamento della saga già nei primi anni ottanta, ma, essendo il regista a quel tempo conosciuto in occidente solo per la serie animata Conan il ragazzo del futuro, questo non gli venne concesso. Quando però, una decina d'anni dopo, Le Guin vide Il mio vicino Totoro, rimase folgorata dallo stile del regista, decidendo di tornare sui suoi passi e riproporre lei stessa l'adattamento delle sue opere. Le negoziazioni ebbero luogo in Oregon nel 2005, direttamente tra la scrittrice, Miyazaki e il produttore Toshio Suzuki, tuttavia, malgrado le assicurazioni fornite alla Le Guin, Hayao Miyazaki non prese parte alla successiva realizzazione del film. Cogliendo l'occasione per entrare nel mondo dell'animazione, Gorō Miyazaki subentrò al padre ed accettò il contratto su proposta di Toshio Suzuki, contro il parere del padre che non lo riteneva pronto a dirigere un film d'animazione.
Le Guin non è rimasta troppo soddisfatta della versione cinematografica, in parte per l'introduzione di personaggi e situazioni non in linea con lo spirito del libro, e in parte per l'amarezza di non aver ottenuto la regia di Miyazaki senior.

## Distribuzione

### Data di uscita
Le date di uscita internazionali sono state:
- 29 luglio 2006 in Giappone (ゲド戦記 Gedo senki)
- 10 agosto 2006 in Corea del Sud (게드전기: 어스시의 전설)
- 26 ottobre 2006 a Hong Kong (地海傳說)
- 9 novembre 2006 a Singapore
- 4 aprile 2007 in Francia (Les Contes de Terremer)
- 20 aprile 2007 in Italia (I racconti di Terramare)
- 16 maggio 2007 in Belgio
- 18 maggio 2007 in Polonia (Opowiesci z ziemiomorza)
- 22 giugno 2007 in Turchia (Yerdeniz öyküleri)
- 2 agosto 2007 nei Paesi Bassi (Tales From Earthsea)
- 3 agosto 2007 in Brasile (Contos de Terramar) e in Irlanda
- 28 settembre 2007 in Finlandia (Maameren tarinoita)
- 8 novembre 2007 in Germania (Die Chroniken von Erdsee)
- 19 dicembre 2007 in Danimarca (Legenden om Jordhavet)
- 21 dicembre 2007 in Spagna (Cuentos de Terramar)
- 26 dicembre 2007 in Norvegia (Tales From Earthsea)
- 4 gennaio 2008 in Svezia (Legender från Övärlden)
- 27 ottobre 2008 in Estonia
- 31 luglio 2009 in Messico (Cuentos de Terramar)

### Edizione italiana
Nel 2006 I racconti di Terramare è stato presentato come film fuori concorso alla 63ª Mostra internazionale d'arte cinematografica di Venezia, ricevendo però una fredda accoglienza dalla critica.

## Accoglienza
In Giappone il film ha ricevuto un ottimo apprezzamento, arrivando al primo posto nella classifica dei film più visti e rimanendovi per ben cinque settimane.

## Riconoscimenti
- 2007 - Award of the Japanese Academy
  - Candidatura come miglior film d'animazione